# Wiener-Cup 1932-1933
La Wiener-Cup 1932-1933 è stata la 15ª edizione della coppa nazionale di calcio austriaca.

## Ottavi di finale
| Squadra 1        | Risultato | Squadra 2      |
| ---------------- | --------- | -------------- |
| 19 febbraio 1933 |           |                |
| Rapid Vienna     | 4 - 6     | Austria Vienna |

## Quarti di finale
| Squadra 1      | Risultato   | Squadra 2        |
| -------------- | ----------- | ---------------- |
| 23 aprile 1933 |             |                  |
| Hakoah Vienna  | 1 - 5 (dts) | Brigittenauer AC |
| Austria Vienna | 3 - 3 (dts) | Wacker Wien      |
| First Vienna   | 1 - 2       | Wiener SC        |
| Wiener AC      | 0 - 1       | Floridsdorfer    |
| 4 maggio 1933  |             |                  |
| Wacker         | 1 - 2       | Austria Vienna   |

## Semifinale
| Squadra 1        | Risultato   | Squadra 2        |
| ---------------- | ----------- | ---------------- |
| 10 maggio 1933   |             |                  |
| Austria Vienna   | 4 - 1       | Floridsdorfer    |
| 11 maggio 1933   |             |                  |
| Wiener SC        | 4 - 4 (dts) | Brigittenauer AC |
| 18 maggio 1933   |             |                  |
| Brigittenauer AC | 1 - 0       | Wiener SC        |

## Finale
| Squadra 1      | Risultato | Squadra 2        |
| -------------- | --------- | ---------------- |
| 25 maggio 1933 |           |                  |
| Austria Vienna | 1 - 0     | Brigittenauer AC |